# Moore River Nemzeti Park
A Moore River Nemzeti Park Nyugat-Ausztráliában található, a Wheatbelt régióban, Perthtől 95 kilométernyire északra. 1969-ben vált nemzeti parkká.
A nemzeti park területén folyik keresztül a Moore-folyó, amely az Indiai-óceán felé tartó útja során végül Guildertonnál ömlik az óceánba.
A park a Brand Highwaytől nyugatra helyezkedik el, Regens Ford közelében. A nemzeti park területén elsősorban banksia fajok és fenyérek találhatóak.
A park területén semmilyen kényelmi szolgáltatás nincs kiépítve a látogatók kényelmének fokozására.

## Fordítás
Ez a szócikk részben vagy egészben  a   Moore River National Park című angol Wikipédia-szócikk ezen változatának fordításán alapul.  Az eredeti cikk szerkesztőit annak laptörténete sorolja fel. Ez a jelzés csupán a megfogalmazás eredetét és a szerzői jogokat jelzi, nem szolgál a cikkben szereplő információk forrásmegjelöléseként.